# Palmerstown
Palmerstown är en ort i republiken Irland. Den ligger i den östra delen av landet, 9 km väster om huvudstaden Dublin. Palmerstown ligger 51 meter över havet och antalet invånare är 7 197.
Terrängen runt Palmerstown är platt.Runt Palmerstown är det mycket tätbefolkat, med 2 345 invånare per kvadratkilometer. Närmaste större samhälle är Dublin, 8,7 km öster om Palmerstown. Trakten runt Palmerstown består i huvudsak av gräsmarker.